# 64 Aquilae
64 Aquilae, som är stjärnans Flamsteed-beteckning, är en ensam stjärna belägen i den mellersta delen av stjärnbilden Örnen. Den har en skenbar magnitud på ca 5,97 och är mycket svagt synlig för blotta ögat där ljusföroreningar ej förekommer. Baserat på parallax enligt Gaia Data Release 2 på ca 21,4 mas, beräknas den befinna sig på ett avstånd på ca 152 ljusår (ca 47 parsek) från solen. Den rör sig närmare solen med en heliocentrisk radialhastighet av ca -3,6 km/s. På det beräknade avståndet minskar stjärnans skenbara magnitud med 0,029 enheter genom en skymningsfaktor orsakad av interstellärt stoft.

## Egenskaper
64 Aquilae är en orange  till gul jättestjärna av spektralklass K1 III/IV, som för närvarande befinner sig på den röda jättegrenen. Luminositetsklassen ’III/IV’ anger att dess spektrum visar en blandning av underjätte och jättestjärna. Den har en massa som är ca 1,2 solmassor, en radie som är ca 4,5 solradier och utsänder ca 11 gånger mera energi än solen från dess fotosfär vid en effektiv temperatur av ca 4 800 K.